# 狗狗币
狗狗币（英語：Dogecoin，币市代码为：DOGE，货币符号：Ð），又称狗币、多吉币，是一种源于網路迷因Doge的加密貨幣，于2013年推出。狗狗币在2019年起受到科技富翁马斯克公开支持而知名度急升，被归类为 “迷因币”（memecoin），是市值十大加密货币之一。

## 介绍
2013年12月6日，Adobe公司软件工程师杰克逊·帕默尔（Jackson Palmer）与IBM软件工程师比利·马库斯（Billy Markus）共同推出了根据柴犬模型创建的狗狗币。狗狗币最初只是比利·马库斯用于证明，同时作为比特币的改进示范而创立之电子货币，技术架构基本上来自于莱特币，发布之后很快的在电子货币社区中流行，自平台上线的30天内即有超过100万人访问。
其共同创始人之一的比利·马库斯是一名来自美国波特兰市的程序员，起初他正被电子货币所吸引，并正在研究一种叫做“Bells”的基于Scrypt散列函数的电子货币。
他们希望实现一种比比特币更容易获得、更实用、更有趣的加密货币。狗狗币的总供应量最初设定为1,000亿个，以确保每个狗狗币单价和交易费用保持低价，但於2014年2月取消上限，改爲每年增加發行50億枚。
狗狗币的核心是其活跃的社区，当中包括在推特、TikTok、Reddit（r/dogecoin subreddit超过30万成员）的热情群体。
狗狗币开启 “迷因币” 热潮，大量模仿币种陆续出现，包括柴犬币（代号：SHIB）、Baby Doge（BABYDOGE）、以马斯克宠物犬为名的Floki Inu（FLOKI）、Akita Inu（AKITA）、SafeMoon（SAFEMOON）等。

## 历史
2013年12月6日，前软件工程师杰克逊·帕默尔与比利·马库斯推出狗狗币。
2014年3月，狗狗币社区举行众筹，集合55,000美元赞助NASCAR车手 Josh Wise。
2015年4月，杰克逊·帕默尔退出狗狗币，原因是他认为币圈社区已经 “疯狂、败坏”。
2015年6月9日狗狗币客户端地址数160万，是莱特币5倍多；客户端活跃地址数，比特币为19.6万，狗狗币8.3万，莱特币1.1万；Twitter关注数15万多用户，是比特币1.7倍，莱特币6倍，Facebook点赞数和比特币持平，远超莱特币。日真实交易量长期雄踞虚拟币前三，这还是没有上大平台前取得的成绩。
2017年3月10日，狗狗币价格出现第一次明显上涨，曾在70天内上涨1890%，然后大跌75%。
2017年12月，狗狗币市值第一次突破10亿美元，在往后的一个月内市值上涨到16亿美元。
2018年9月，狗狗币在推特账户宣布完成狗狗币与以太坊区块链跨链桥的系统测试，但是没有公开资料显示此跨链桥是否还继续存在。
2019年4月2日，电动车特斯拉公司及航天科技SpaceX的创始人马斯克在狗狗币于推特举行的投票中选为 “首席执行官”。马斯克并在推特发出第一个支持狗狗币的帖文：“狗狗币可能是我最喜欢的加密货币，它太酷了。”随后，马斯克曾将个人推特账户简介写出 “狗狗币首席执行官”。
2020年3月3日，马斯克在推特发帖称，狗狗币是他 “最喜欢的加密货币”。
2020年7月，社交媒体抖音出现挑战式热门宣传活动，刺激狗狗币知名度急升。
2021年1月，科技富翁马斯克在推特多次提到狗狗币，更多名人加入吹捧狗狗币，包括美国网红米娅·卡莉法（Mia Khalifa）等，狗狗币价格疯狂上涨，市值再度冲破10亿美元，曾经在两天内价格上涨1100%。
2021年3月5日，美国科技投资人及NBA球隊达拉斯小牛队东家马克·库班宣布达拉斯小牛队接受狗狗币付款买门票等，是第一个接受狗狗币支付的商户。
2021年4月，狗狗币核心开发人员“Sporklin”因为癌症去世。
2021年5月8日，马斯克暗示他将在美国老牌娱乐综艺节目週六夜現場节目，公开提到狗狗币，让狗狗币社区狂热情绪上升；在节目中，自称“狗狗币教父”的马斯克对主持人指狗狗币是“骗局”（hustle）表示同意，使狗狗币出现大跌幅，同样以狗为标志的另一加密货币柴犬幣（代号：SHIB）价格狂涨。
2021年5月9日，几何能源公司（Geometric Energy Corporation）使用狗狗币作为全额交易货币，与SpaceX达成DOGE-1登月任务。
2021年5月15日，报道说马斯克在2019年已开始与狗狗币核心开发人员合作，提供建议。马斯克还曾经提出为狗狗币团队提供开发资金，但该团队拒绝了这一提议。
2021年6月21日，狗狗币在加密货币交易所Coinbase上市。
2021年8月18日，成立于2014年的狗狗币基金会完成重建，以太坊联合创始人維塔利克·布特林担任基金会的“区块链和加密货币顾问” 。其他董事会成员包括狗狗币联合创始人比利·马库斯、核心开发人员 Max Keller 以及作为马斯克代表的Neuralink首席执行官 Jared Birchall。
2021年12月，马斯克在推特上稱他的电动车品牌特斯拉將接受狗狗幣作為其部分商品的支付方式。
2022年1月，特斯拉公司開始以狗狗币為部分商品定價（不包括电动車）。
2022年1月21日，維塔利克·布特林在加密货币播客节目UpOnly上透露，他与狗狗币基金会合作，助狗狗币区块链过渡到具有社区质押功能的权益证明（Proof-of-Stake）机制。
2022年6月16日，馬斯克被起訴要求賠償2580億美元，原告 Keith Johnson 向曼哈頓聯邦法院提起訴訟，指控馬斯克多次利用其巨大的社會影響力來推廣山寨幣（Altcoins）人為地抬高了價格。
2022年10月27日，馬斯克完成了以440億美元將推特私有化的交易。這導致狗狗幣從25日到29日持續上漲，最高漲幅達45.51%。早在2013年就有報導稱，馬斯克認為狗狗幣可以用於推特交易。

## 技术

### 纸钱包
纸钱包是DOGE钱包提供的一项功能，是将个人钱包中的Ð打印成一张纸质等媒介之上，被打印的纸制Ð，除了有精美的设计之后，还罗列出了指定额度的公钥与私钥，持有都可以通过相应的公钥与私钥便可以随意的提取相应的Ð。

## 筹款

### 2014年冬奥会
2014年1月19日，Dogecoin社区与基金会发起为牙买加雪橇队筹集绝价值5万美元的DOGE用以资助其参与当年在俄罗斯索契冬奥会，因此而使DOGE兑BTC的汇率大幅上升。
在完成了第一笔筹款的同时，还为另一名参加索契冬奥会的运动员“Shiva Keshavan”的筹款活动。

### 为了水资源的筹款
在为冬奥运动员短款活动的成功激励之下，同年3月22日（世界水日）前再次发起了一项筹款活动，一共募集了价值约3万美金的DOGE，用于相关的慈善活动。

### 纳斯卡
由于相关活动的成功，多吉币社区再次发起一项在全國運動汽車競賽協會赛事中Reddit联合涂装的活动。2014年3月25日，多吉币社区成功筹集了6780万枚多吉币（当时约合5万5000美元），以赞助NASCAR赛车手Josh Wise。